# 渐奎轩
渐奎轩，位于中国广东省汕尾市陆河县东坑镇，为陆河县的一个县级文物保护单位，类型为古建筑，公布时间为1988年。
渐奎轩的历史年代为清代。